# Frank Moores
Frank Duff Moores (Carbonear, 18 februari 1933 – Perth, 10 juli 2005) was een Canadees politicus. Van 1972 tot 1979 was hij de tweede premier van Newfoundland.

## Carrière
Moores was na zijn studies actief in het grote visverwerkende bedrijf van zijn vader. Pas als jonge dertiger waagde hij zich aan de politiek en sloot hij zich aan bij de Progressief-Conservatieve Partij van Canada.
Hij werd in 1968 onmiddellijk verkozen als Canadees parlementslid voor het kiesdistrict Bonavista—Trinity—Conception. In 1969 werd hij verkozen als voorzitter van die nationale partij (een functie naast die van partijleider) voor een termijn van één jaar.
In 1970 werd hij voorzitter van de Progressief-Conservatieve Partij van Newfoundland. Na zijn driejarige termijn als lid van het Canadese Lagerhuis kwam hij provinciaal op en werd hij in 1971 verkozen als lid van het Huis van Vergadering van Newfoundland voor het kiesdistrict Humber West.
Volgend op de voornoemde verkiezingen van 1971 werd hij, in zijn hoedanigheid van partijleider, op 18 januari 1972 aangesteld als tweede premier van Newfoundland. Hij oefende die functie ruim zeven jaar uit.
Na het einde van zijn premierschap in 1979 trok hij zich terug uit het politieke leven. Hij ging aan de slag in de zakenwereld en was nog jarenlang actief als lobbyist.